# Государственный знак качества СССР

Государственный знак качества СССР

Начертание Государственного знака качества СССР с размерами и углами

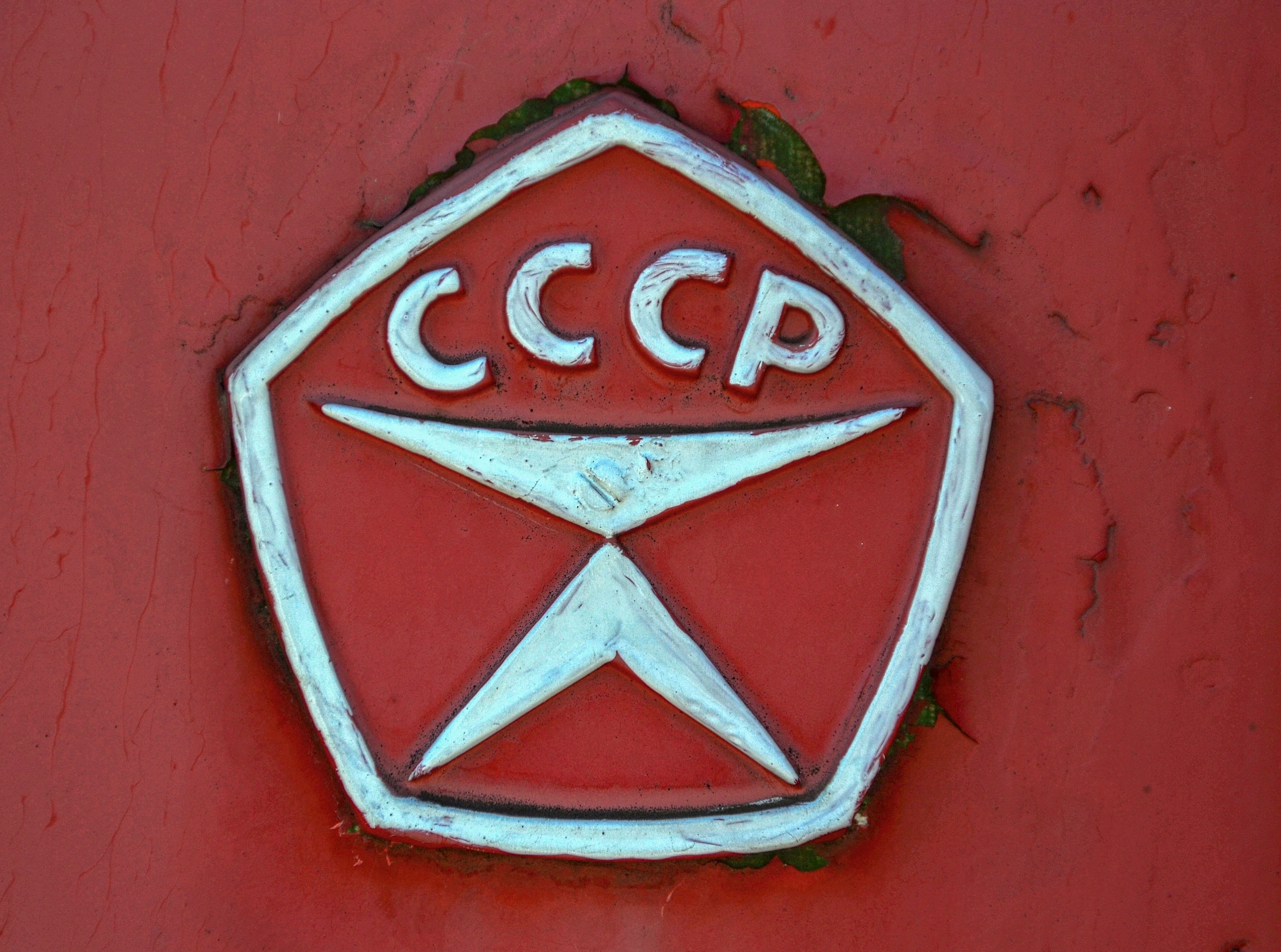
Государственный знак качества СССР, нанесённый на фронт пожарной машины АА-60

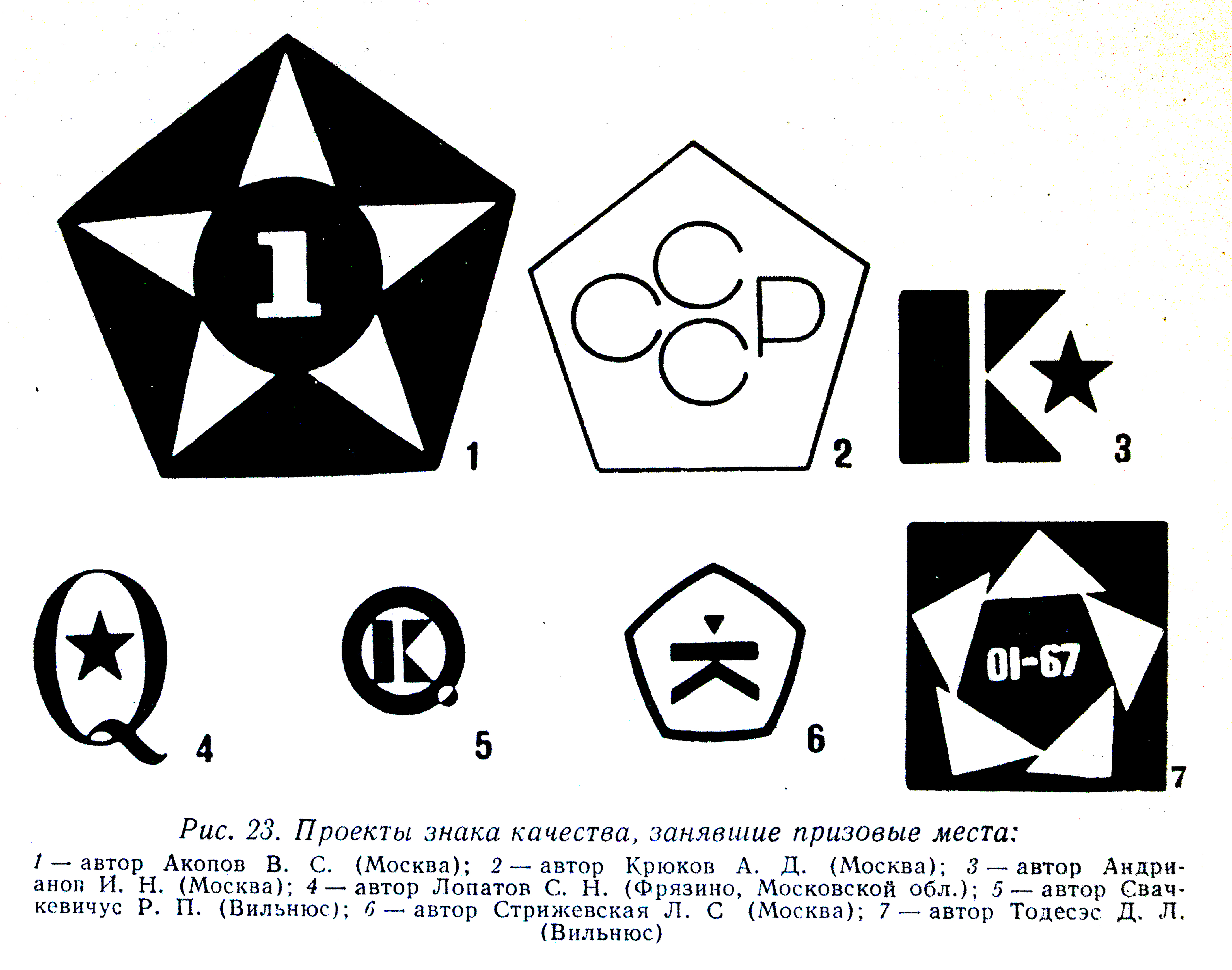

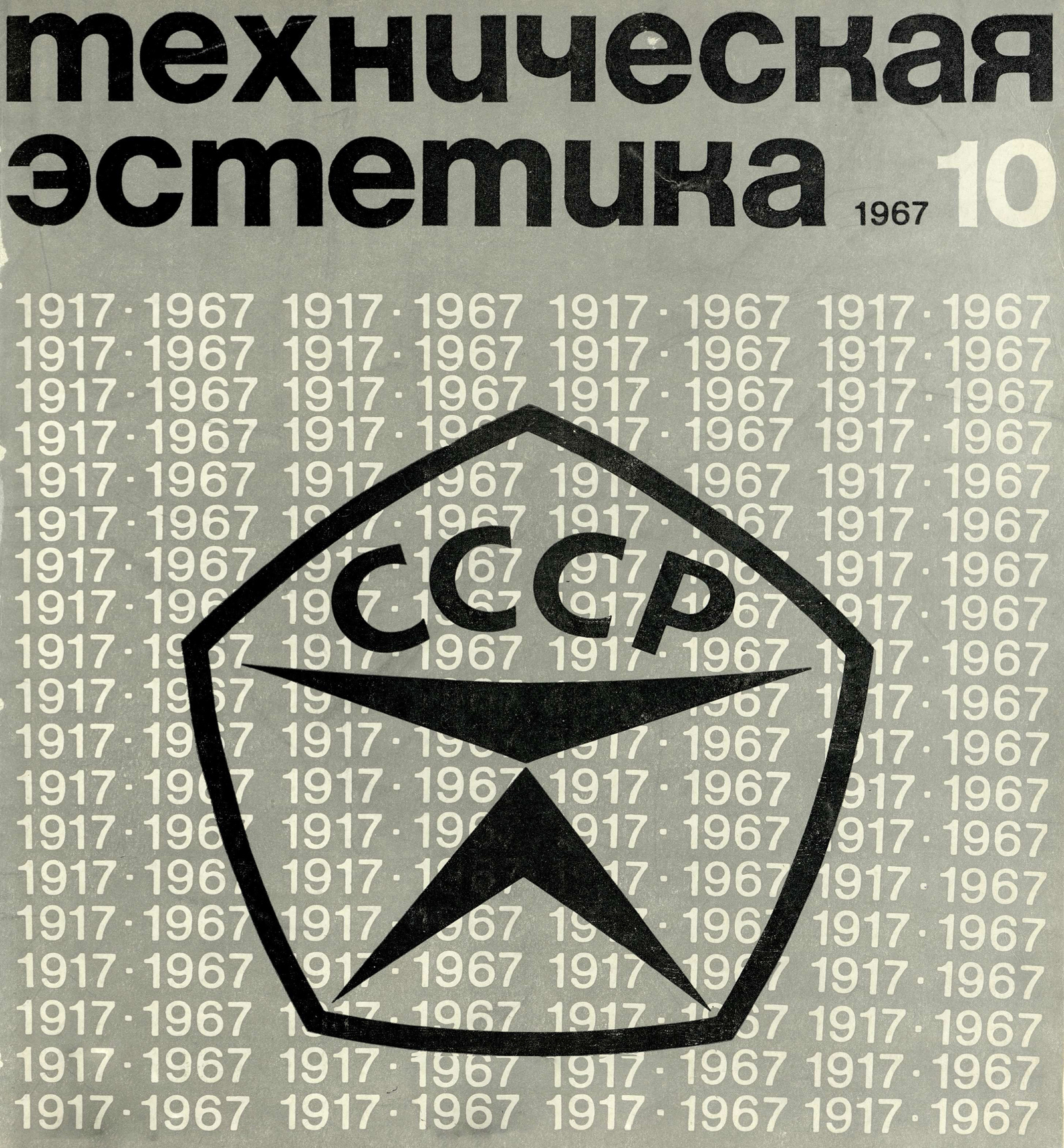

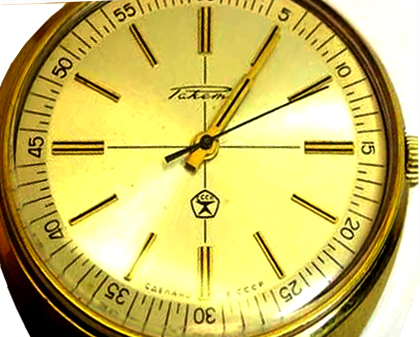
Знак качества СССР на позолоченных часах "Ракета" с размером 4 мм

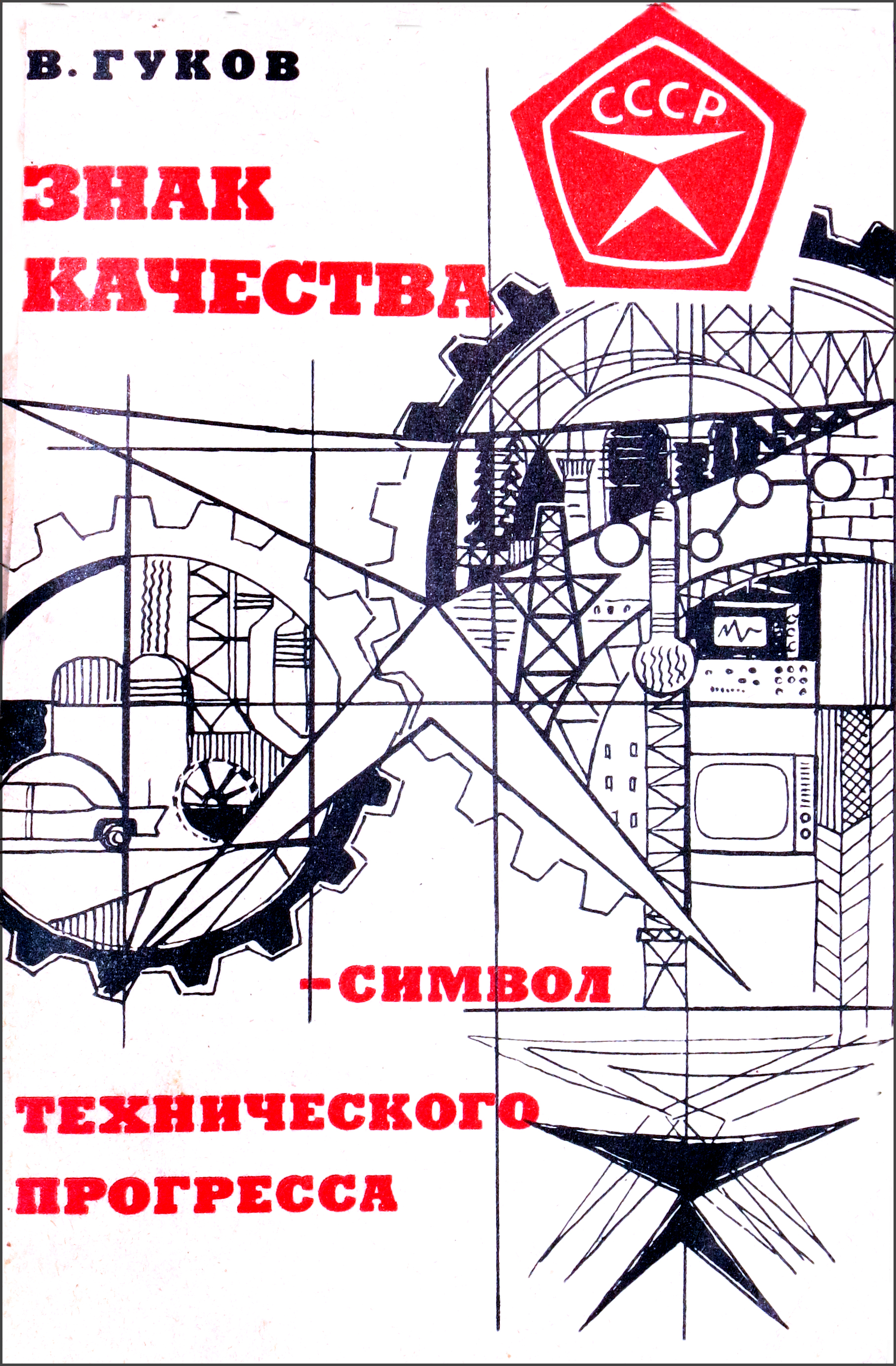

Госуда́рственный знак ка́чества СССР — обозначение, использовавшееся для маркировки серийной продукции гражданского назначения, отвечавшей высоким стандартам качества (товаров народного потребления и производственно-технической продукции), которую выпускали предприятия СССР.

## История
Государственный знак качества СССР был разработан Всесоюзным научно-исследовательским институтом стандартизации (ВНИИС). Разработчики изображения: начальник отдела стандартизации требований технической эстетики В. И. Гуков, ответственные исполнители В. В. Лазурский и Б. А. Макин. За основу изображения Государственного знака качества СССР был принят проект, занявший призовое  место на конкурсе из более 200 конкурсных проектов, предложенный Л. С. Стрижевской.
Знак качества СССР был введён в действие 20 апреля 1967 года с целью стимулирования повышения качества и эффективности общественного производства.
По результатам государственной аттестации качества товаров предприятия получали право маркировать свою продукцию Государственным знаком качества СССР на срок от двух до трёх лет. Порядок проведения госаттестации качества утверждал Комитет стандартов, мер и измерительных приборов при Совете министров СССР.
Официально использование Знака качества СССР было прекращено с распадом СССР, однако некоторые производители продолжали наносить его на свою продукцию вплоть до 1993—1994 годов.

## Графика
Правила построения и нанесения знака качества содержатся в ГОСТе 1.9-67 от 7 апреля 1967 года. Знак могли наносить на само изделие, на его упаковку или же размещали в сопроводительной документации (акты, инструкции, технические описания). Маркировать знаком качества СССР могли любую продукцию невоенного назначения, от детских игрушек до крупнотоннажных океанских судов.
Государственный знак качества СССР представляет собой пятиугольник со слегка дугообразными сторонами, ассоциирующийся с пятиконечной звездой (одним из геральдических символов СССР). Пять граней также символизируют составляющие качества: надёжность, доступность, безопасность, эстетичность, новаторство. Внутрь были вписаны две «галочки», которые, по разным версиям, являются:
- стилизованным изображением рычажных весов (верхняя галочка) и циркуля (нижняя), иллюстрирующим тезис «от соизмерения — к установлению соответствия»;
- первой буквой слова «качество» — литеры «К», повёрнутой на 90° вправо;
- горизонтальное изображение литеры «К» связывает идею качества с идеей стандартизации, устанавливающей оптимальное соответствие между  общественными потребностями  и достижениями производства, символизирует «гармонизацию народного хозяйства в целом»; нижний стреловидный элемент имеет четкий мотив «устремленность вверх», ассоциативно выражая важную функцию аттестации качества — непрерывное повышение качества промышленной продукции[1];
- стилизованным изображением наковальни[5];
- стилизованным изображением человека-потребителя.

## Возрождение знака качества в России

Российский знак качества, утверждённый Минпромторгом в феврале 2014 года

В ноябре 2013 года Минпромторг начал разрабатывать систему бесплатной сертификации товаров для того, чтобы помочь потребителям сделать выбор в пользу российских продуктов.
Внешний вид российского знака качества утверждён Минпромторгом в феврале 2014 года. Обозначение, выполненное по проекту Дмитрия Мордвинцева, размещают на тех товарах российского производства, которые эксперты Роскачества признают самыми высококачественными.
Согласно планам, стандарты качества продукции определяют сами производители в условиях саморегулирования. Соответствие стандартам, в свою очередь, определяют лабораторными исследованиями, бесплатными для производителя товаров.
В конкурсе на символику знака участвовали 500 проектов из 134 городов России. В десятку лучших работ вошли варианты следующих участников:
- дизайнер «РИА Новости» Денис Золотарёв;
- арт-директор сайта Ria.ru Пётр Сутупов;
- Дмитрий Мордвинцев, работавший вместе с одним из авторов  отмеченных проектов знака качества СССР, членом оргкомитета конкурса, Валерием Акоповым;
- руководитель проектов компании Direct Design Дмитрий Быстров.

В январе 2014 года экспертный совет при министерстве признал победителем проект Дмитрия Мордвинцева.